# Cukrovar Vysočany
Cukrovar Vysočany je bývalý průmyslový areál v Praze v ulici Ke Klíčovu severně od železniční trati.

## Historie
Cukrovar byl založen roku 1835 Bedřichem Freyem starším (1800–1879). Empírová stavba byla prvním průmyslovým podnikem ve Vysočanech. Roku 1863 zde byla chemikem Hugo Jelínkem provedena první saturace cukrové šťávy. Do cukrovaru vedla od 21. července 1881 první telefonní linka na území Prahy v délce přibližně jeden kilometr, kterou zavedl Bedřich Frey mladší (1835–1901) ke spojení se svým bydlištěm.

### Ukončení provozu
Na přelomu 19. a 20. století byla výroba ukončena. Následova přestavba pro nové využití, kterou provedl roku 1929 stavitel Hejduk. V areálu sídlily různé menší firmy a založena zde byla i továrna Avia. Po skončení 2. světové války byl areál přidružen k Odkolkovým mlýnům.